# Castle Caulfield

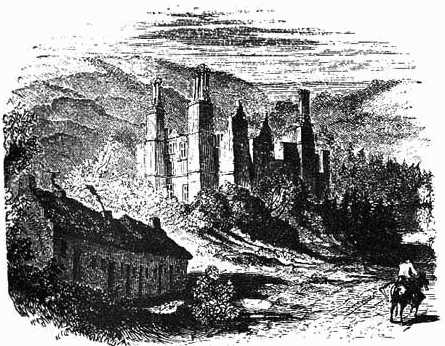
Castle Caulfield 1868

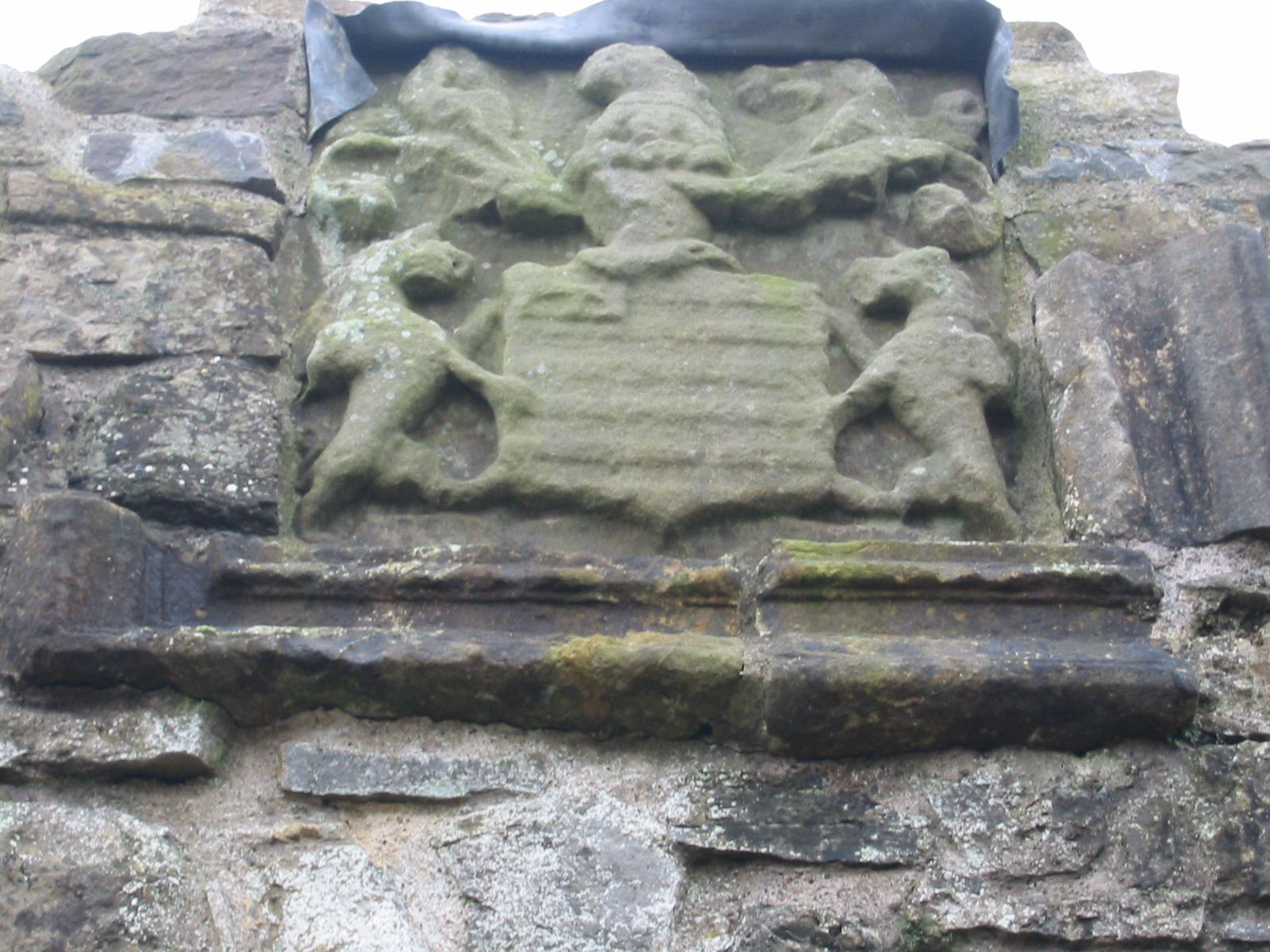
Wappen der Caulfeilds

Castle Caulfield ist die Ruine eines Herrenhauses im Dorf Castlecaulfield (irisch Baile Uí Dhonnaíle) im nordirischen County Tyrone. Castle Caulfield gilt als State Care Historic Monument im Townland von Lisnamonaghan im District Mid Ulster.

## Geschichte
Das Haus wurde für Sir Toby Caulfeild zwischen 1611 und 1619 an Stelle einer älteren O’Donnelly-Burg errichtet. Es brannte während der Irischen Rebellion 1641 nieder, wurde aber in den 1660er-Jahren von den Caulfeilds wiederaufgebaut, die dort bis etwa 1700 lebten. Oliver Plunkett soll 1670 in dem befestigten Haus eine Messe gelesen haben, aber es war schon eine Ruine, als John Wesley 1767 dort predigte.

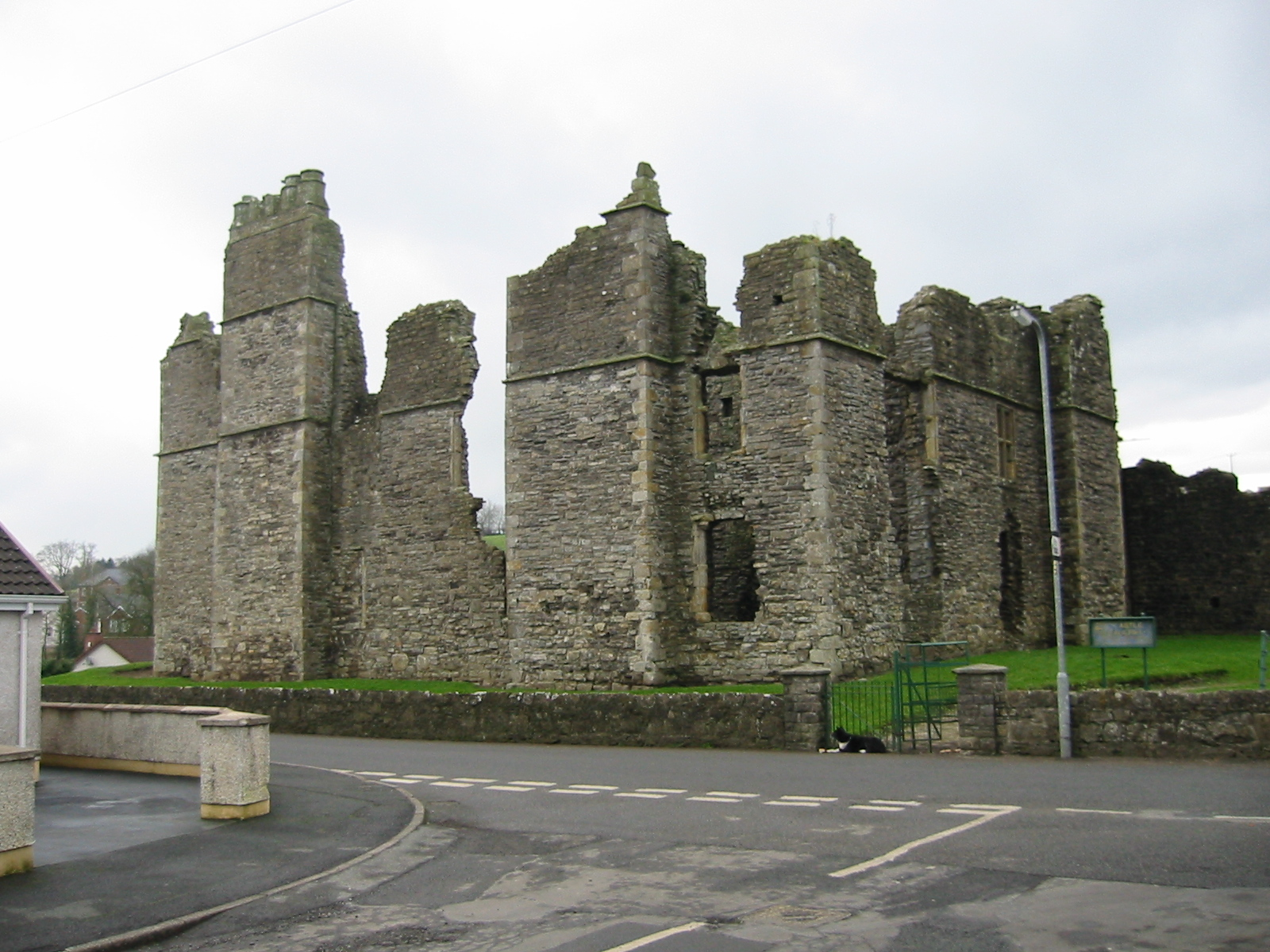
Castle Caulfield heute

## Konstruktion
Das Gebäude hatte einen U-förmigen Grundriss, war drei Stockwerke hoch und hatte ein zusätzliches Dachgeschoss, Ajimezfenster und hohe Kamine. Eine Balkenlage aus einer der Mauern wurde mit Hilfe der Dendrochronologie auf etwa 1282 datiert und könnte zu einem früheren Fort gehört haben. Es gibt heute noch umfangreiche Überreste der Burg. Der älteste Teil der heute noch erhaltenen Gebäudeteile ist ein Torhaus, das über Durchgänge im Tudorstil, Meurtrières und Schießscharten verfügt. Das Wappen der Caulfeilds ist über dem Eingang sichtbar.